# Historia de la sensibilidad en el Uruguay
Historia de la sensibilidad en el Uruguay es un libro del historiador uruguayo José Pedro Barrán, publicado originalmente en 1989. Es un estudio histórico de las formas de pensar y sentir que son parte de las costumbres, la convivencia social y la cultura durante el período colonial y la modernización en Uruguay.

## Resumen
Historia de la sensibilidad en el Uruguay está dividido en dos partes: La Cultura Bárbara (1800-1860) y El Disciplinamiento (1860-1920). La obra se encuentra entre los principales estudios del pasado sociohistórico y cultural del Uruguay, siendo además una de las principales investigaciones historiográficas editadas sobre la historia del país. Asimismo este título es el superventas con más publicaciones del género histórico en el Uruguay.

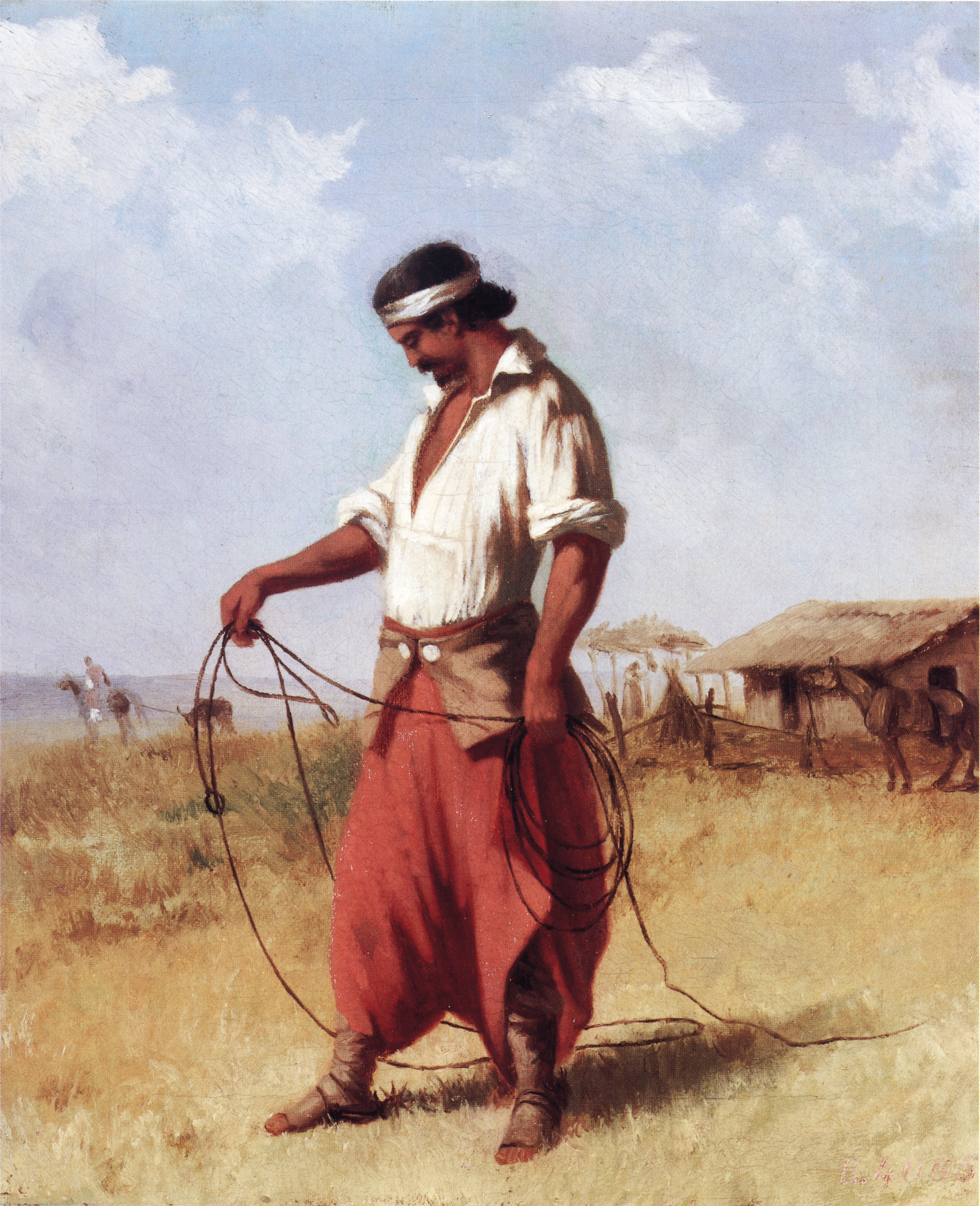
El gaucho es una de las representaciones típicas de la cultura bárbara de la pradera uruguaya durante la primera mitad del Siglo XIX. Vagaba por la campaña sin la obligación de un trabajo asalariado, sobreviviendo del abundante ganado sin propiedad.

## La sensibilidad
Barrán emplea el término sensibilidad por considerarlo más adecuado para explicar la realidad rioplatense pues permite referirse a la evolución de las facultades de sentir y de percibir el placer y el dolor que cada cultura tiene en un momento histórico determinado. El concepto de sensibilidad se refiere a hábitos, gustos, valores y expresiones de las formas de sentir que Barrán lo distancia del de mentalidad, que es desarrollado por la Escuela de los Annales y que describe formas de pensar de un período concreto. En todo caso, ambos conceptos hacen referencia a las formas de convivencia colectiva de las que nadie puede escapar. De esta forma, el autor sostiene que «La historia de la sensibilidad también revelará y desde su primer momento como lo social impregna todo, como ni siquiera las formas casi impersonales de la sensibilidad escapan a la influencia de los sectores dirigentes». Ocupándonos, entonces, «el historiador de las sensibilidades de la presencia de los sentimientos, conductas y valores diferentes en la vida de la sociedad en su conjunto en un momento social e histórico particular.»

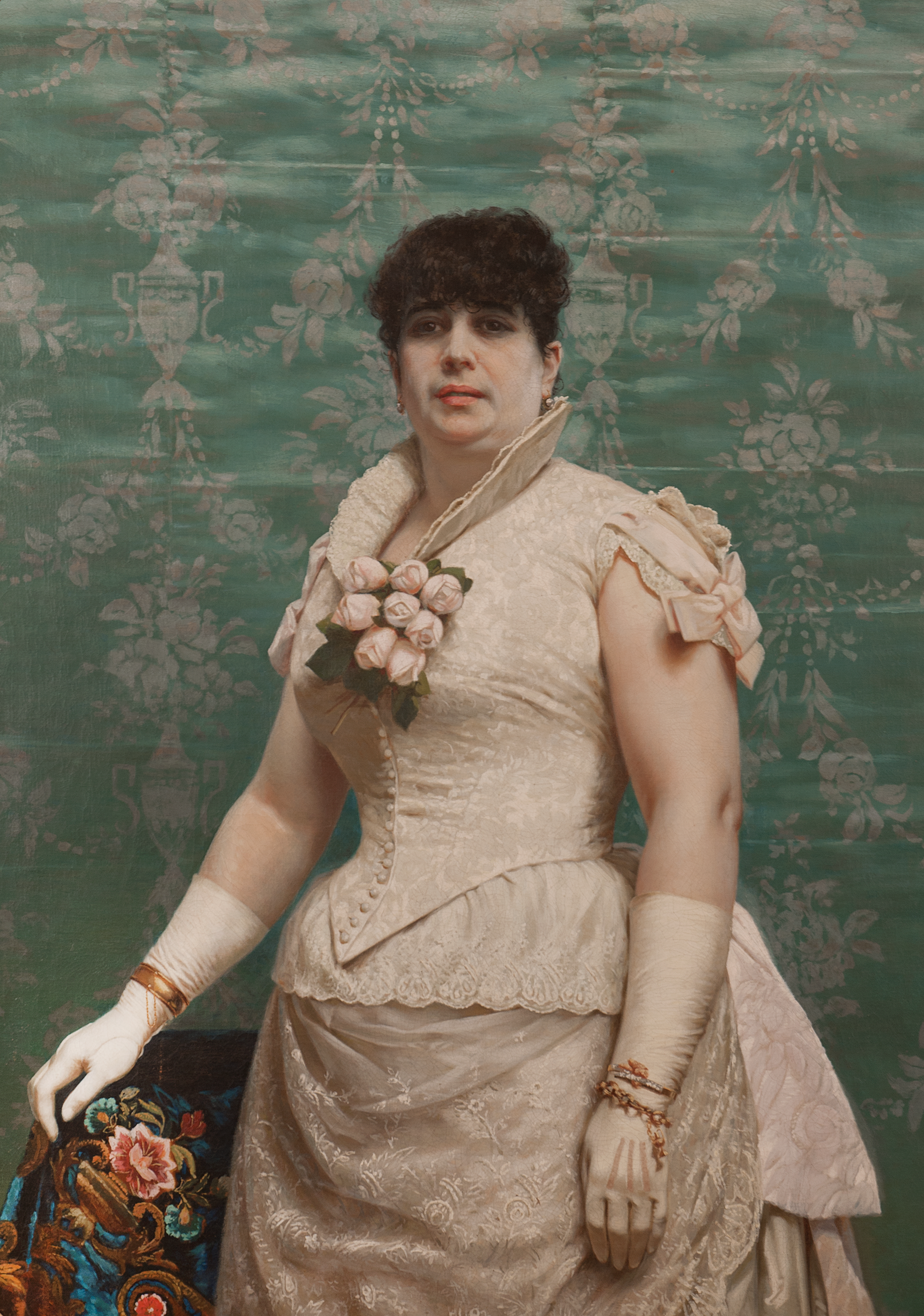
Retrato de Carlota Ferreira. La modernidad trae consigo el uso de las "buenas costumbres" y el disciplinamiento de los códigos sociales en la mujer.

## La Cultura "Bárbara" (1800-1860)
El término cultura bárbara hace referencia a las formas de ser, pensar y sentir que eran propios del período colonial en el Uruguay. Según Barrán, durante este período, la sociedad de la primera mitad del siglo XIX desarrolló una manifestación explícita de la violencia física, la actividad lúdica, la sexualidad y la muerte. Culturalmente, hombres y mujeres jugaban tanto como trabajaban diariamente, vivían cotidianamente con intensidad y sin los tabúes que llegarían a posteriori con la civilización. La sexualidad estaba en medio de un catolicismo permisivo y los cuerpos eran libres de encontrarse fuera de los códigos de la monogamia. También la muerte era sentida de manera especial y exhibida de forma macabra. Se anunciaba con bombos y platillos a los moribundos y hasta se lo vinculaba con un clima de fiesta. Este tipo de sensibilidad dominante hasta la década de 1860 fue denominada por muchos integrantes de la clase dirigente con el nombre de "bárbara". En 1845,  Domingo Faustino Sarmiento tomó su antinomia barbarie y civilización de este medio social al que pertenecía, asignándole tanto un contenido geográfico como otro valorativo, vinculando la barbarie con el medio rural e identificando la civilización con las ciudades.

## El Disciplinamiento (1860-1920)
A partir de la segunda mitad del siglo XIX se da en el Uruguay un proceso de modernización del estado que tiene como resultado la regulación de espacios e instituciones públicas y privadas. Un ejemplo de esto es el alambramiento de los campos y el consecuente asentamiento de la propiedad privada de las tierras y de los ganados en la campaña del Uruguay. En este sentido se produce la aparición progresiva de una nueva forma de sensibilidad como consecuencia del establecimiento de la civilización y sus valores modernos.
El disciplinamiento hace referencia a una imposición moral que se instala en esta etapa sobre el cuerpo, el puritanismo de la sexualidad, así como valores sociales correctos como el trabajo excesivo y la falta de ocio. Barrán señala que también se ocultó la muerte alejándola de los espacios rutinarios y embelleciéndola. Esta nueva sensibilidad también castigó a los niños, a delincuentes y a la clase trabajadoras, transformando la vida privada, sobre todo de la familia burguesa. Se construye así una época de vergüenza, de culpa y de disciplina. 
De esta forma, esta nueva sensibilidad comienza a experimentar profundos cambios en las relaciones sociales en la vida cotidiana.